# Leandro Alberti
Leandro Alberti (Bolonha, 12 de dezembro de 1479 – Bolonha, 9 de abril de 1552) foi um historiador, teólogo e filósofo italiano.
Fazia parte dos Dominicanos e viajou muito por toda a Itália, encontrando numerosos homens de letra de seu tempo.
Foi inquisidor em Bolonha entre 1550-1551.
Seu escrito mais apreciado é certamente Descrittione di tutta l'Italia, que foi publicado em Bolonha no ano de 1550.

## Obras
- Isole appartinenti all'Italia
- Libro detto strega o delle illusioni del demonio
- Descrittione di tutta Italia